# Alvey A. Adee

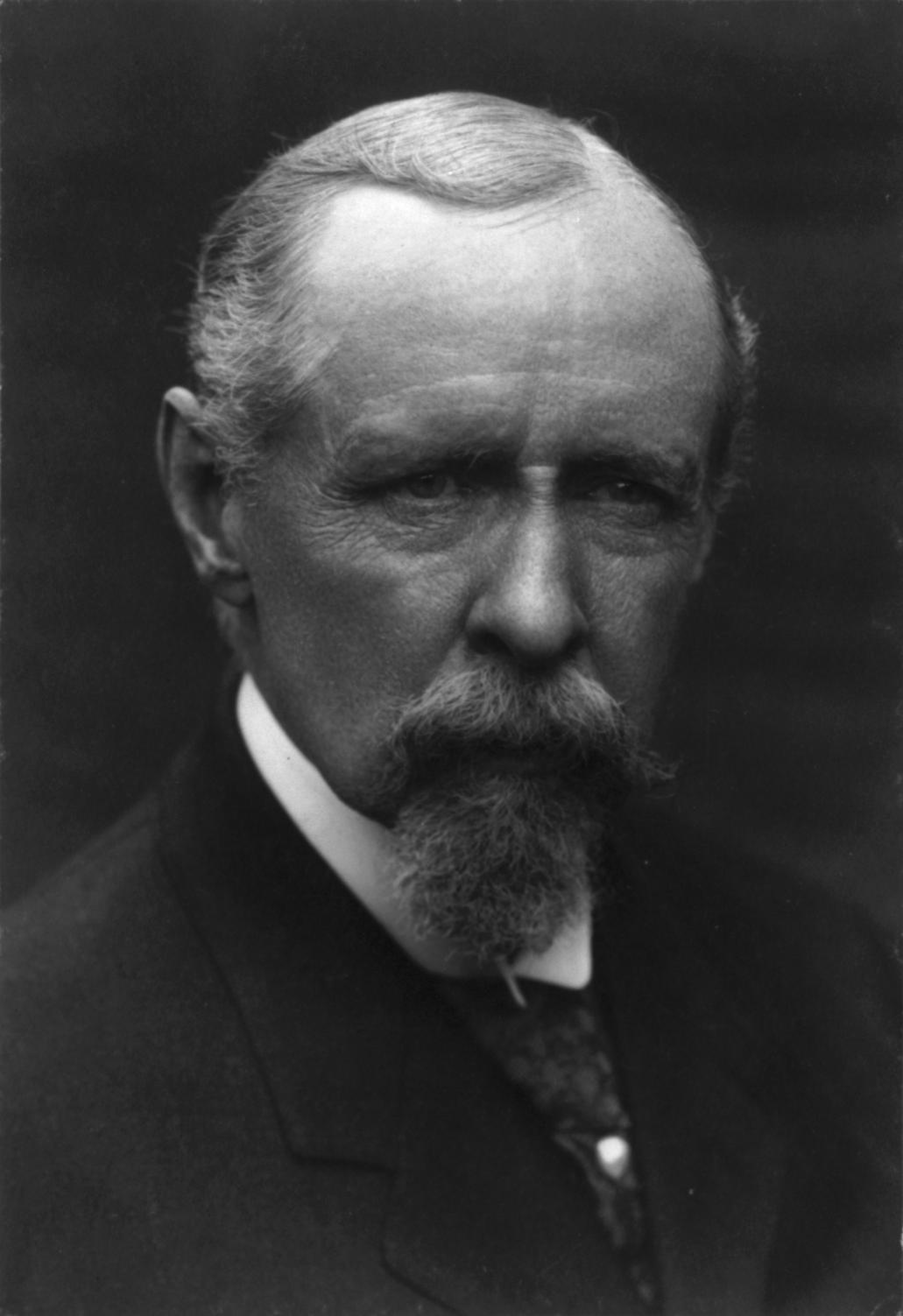
Alvey Augustus Adee

 Alvey Augustus Adee  (Astoria, Nova Iorque, 1842 — 1924) foi um diplomata dos Estados Unidos da América. 
Foi o terceiro subsecretário de Estado em 1882 e segundo a partir de 1886. Participou nas negociações que puseram fim à Revolta dos Boxers na China em 1900.